# Simplocaria deubeli
Simplocaria deubeli is een keversoort uit de familie pilkevers (Byrrhidae). De wetenschappelijke naam van de soort is voor het eerst geldig gepubliceerd in 1899 door Ganglbauer.